# Mélange par faisceau d'ions
 (avril 2022).
La mise en forme du texte ne suit pas les recommandations de Wikipédia : il faut le « wikifier ».
Les points d'amélioration suivants sont les cas les plus fréquents. Le détail des points à revoir est peut-être précisé sur la page de discussion.
- Les titres sont pré-formatés par le logiciel. Ils ne sont ni en capitales, ni en gras.
- Le texte ne doit pas être écrit en capitales (les noms de famille non plus), ni en gras, ni en italique, ni en « petit »…
- Le gras n'est utilisé que pour surligner le titre de l'article dans l'introduction, une seule fois.
- L'italique est rarement utilisé : mots en langue étrangère, titres d'œuvres, noms de bateaux, etc.
- Les citations ne sont pas en italique mais en corps de texte normal. Elles sont entourées par des guillemets français : « et ».
- Les listes à puces sont à éviter, des paragraphes rédigés étant largement préférés. Les tableaux sont à réserver à la présentation de données structurées (résultats, etc.).
- Les appels de note de bas de page (petits chiffres en exposant, introduits par l'outil «  Source ») sont à placer entre la fin de phrase et le point final[comme ça].
- Les liens internes (vers d'autres articles de Wikipédia) sont à choisir avec parcimonie. Créez des liens vers des articles approfondissant le sujet. Les termes génériques sans rapport avec le sujet sont à éviter, ainsi que les répétitions de liens vers un même terme.
- Les liens externes sont à placer uniquement dans une section « Liens externes », à la fin de l'article. Ces liens sont à choisir avec parcimonie suivant les règles définies. Si un lien sert de source à l'article, son insertion dans le texte est à faire par les notes de bas de page.
- La présentation des références doit suivre les conventions bibliographiques. Il est recommandé d'utiliser les modèles {{Ouvrage}}, {{Chapitre}}, {{Article}}, {{Lien web}} et/ou {{Bibliographie}}. Le mode d'édition visuel peut mettre en forme automatiquement les références.
- Insérer une infobox (cadre d'informations à droite) n'est pas obligatoire pour parachever la mise en page.

Pour une aide détaillée, merci de consulter Aide:Wikification.
Si vous pensez que ces points ont été résolus, vous pouvez retirer ce bandeau et améliorer la mise en forme d'un autre article.
Un mélange par faisceau d'ions ou mélange par faisceau ionique est un mécanisme de mélange atomique qui peut se produire à l'interface séparant deux matériaux différents lors d'une irradiation ionique. Cette méthode est utilisée comme procédé de collage dans les matériaux multicouches, notamment entre un substrat et une couche superficielle déposée. Le procédé consiste à bombarder des échantillons stratifiés avec d'importantes quantités de rayonnements ioniques afin de favoriser le mélange à l'interface. Il est souvent employé dans la préparation de jonctions électriques, notamment entre des alliages hors équilibre ou métastables et des composés intermétalliques. Un équipement d'implantation ionique peut être utilisé pour réaliser un mélange par faisceau ionique.

## Mécanisme
Les effets uniques qui découlent du mélange par faisceau d'ions sont principalement le résultat d'effets balistiques. Les ions, possèdent des énergies cinétiques élevées, de l'ordre de 1 keV à 200 keV, qui sont transférées aux atomes cibles lors de la collision. Ces énergies sont suffisamment élevées pour rompre les liaisons intra- et surtout inter-moléculaires et initier des relocalisations au sein d'un réseau atomique. Une réaction en chaine a lieu, les atomes énergisés provoquant de nouveaux déplacements lors de leurs mouvements et une interpénétration des deux interfaces est observée. Il est important de noter que les énergies doivent être suffisamment élevées pour que les réarrangements du réseau soient permanents plutôt que de se manifester comme de simples réponses vibratoires au rayonnement incident. Si les énergies sont maintenues suffisamment élevées le rapport entre les doses de rayonnement et la concentration en alliage à l'interface est plus intéressant que dans le cas des méthodes plus conventionnelles d'implantation.

## Analyse
L'ampleur du mélange varie relativement à la masse des ions, l'intensité du faisceau, la tension d'accélération ainsi que la durée d'irradiation. Plus précisément, cette quantité est proportionnelle aux racines carrées du temps, de la masse et de la dose d'ions.
À des températures inférieures à 100 °C pour la plupart des matériaux implantés, le mélange du faisceau ionique est en général indépendant de la température mais, à mesure que la température augmente au-delà de ce point, l'interpénétration augmente de manière exponentielle.
Le mélange de faisceaux ioniques balistiques peut être classé en deux sous-catégories : le mélange de recul et le mélange en cascade, ayant tous deux lieu simultanément lors de l'irradiation. Dans le mélange de recul, les atomes sont déplacés par des événements de collision uniques. Le mélange de recul est principalement observé sous de grands angles à la suite de collisions douces. Le nombre d'atomes subissant une implantation de recul variant linéairement avec la dose d'ions. Ce n'est cependant pas le processus dominant. Un seul ion incident peut ainsi entrainer de nombreux déplacement atomique.
Ce procédé étant relativement similaire à de la diffusion inter-couche, la plupart des modèles de mélange d'ions impliquent un coefficient de diffusion effectif, utilisé pour caractériser l'épaisseur de la couche ayant réagi en fonction de l'irradiation par le faisceau ionique sur une période de temps donnée.
Le modèle de diffusion ne prend pas en compte la miscibilité du substrat et de la couche. L'épaisseur de la couche de mélange sera donc surestimée dans le cas de matériau faiblement miscibles ou non-miscibles. À l'inverse, pour les systèmes hautement miscibles, le modèle sous-estimera le degré de mélange. Les effets thermodynamiques ne sont pas non plus pris en compte mais peuvent être modélisés par des équations qui mettent en jeu les enthalpies de mélange et les fractions molaires de l'espèce cible. On peut ainsi déterminer un "coefficient de diffusion effectif thermodynamique", reflétant les effets de la température.

## Avantages et inconvénients
Les avantages du mélange de faisceaux ioniques comme moyen de synthèse par rapport aux modes d'implantation traditionnels sont :
- La capacité du processus à produire des matériaux avec des concentrations élevées de soluté en utilisant des quantités d'irradiation plus faibles
- Un meilleur contrôle de la variation de la bande interdite et de la diffusion entre les couches[4],[5],[6].
- Un coût moins élevé que celui d'autres techniques de dépôts de couches minces, (dépôt chimique en phase vapeur (CVD), épitaxie par jet moléculaire (MBE)...).

Les inconvénients majeurs sont :
- l'impossibilité de diriger et de contrôler complètement les déplacements des atomes sur les sites cristallins, pouvant causer un désordre les rendant inadaptés aux applications dans lesquelles la quantité de défaut doit être très faible
- de même, le faisceau incident n'est pas parfaitement dirigé et peut entrainer des diffractions électroniques, des diffusions renforcées par rayonnement ou encore des migrations chimiques[7]
- Tous les échantillons doivent ensuite subir un recuit.